# When You're In
Pistes de Obscured by Clouds
Obscured by Clouds
(1) Burning Bridges
(3)
When You're In est un morceau instrumental du groupe de rock progressif britannique Pink Floyd paru en 1972 sur l’album Obscured by Clouds. C'est le second titre du disque.
Le groupe l'a joué en concert pendant la fin 1972, puis l'a repris en ouverture de certains concerts de 1973 pour la tournée Dark Side of the Moon.
Le titre fait référence à un gimmick prononcé régulièrement par un ancien manager de tournée du groupe.

## Personnel
- David Gilmour – guitare
- Nick Mason – batterie
- Roger Waters - basse
- Rick Wright – orgue

## Liens
- Site officiel de Pink Floyd
- Site officiel de Roger Waters
- Site officiel de David Gilmour